# حصار سوتین کاردرونا

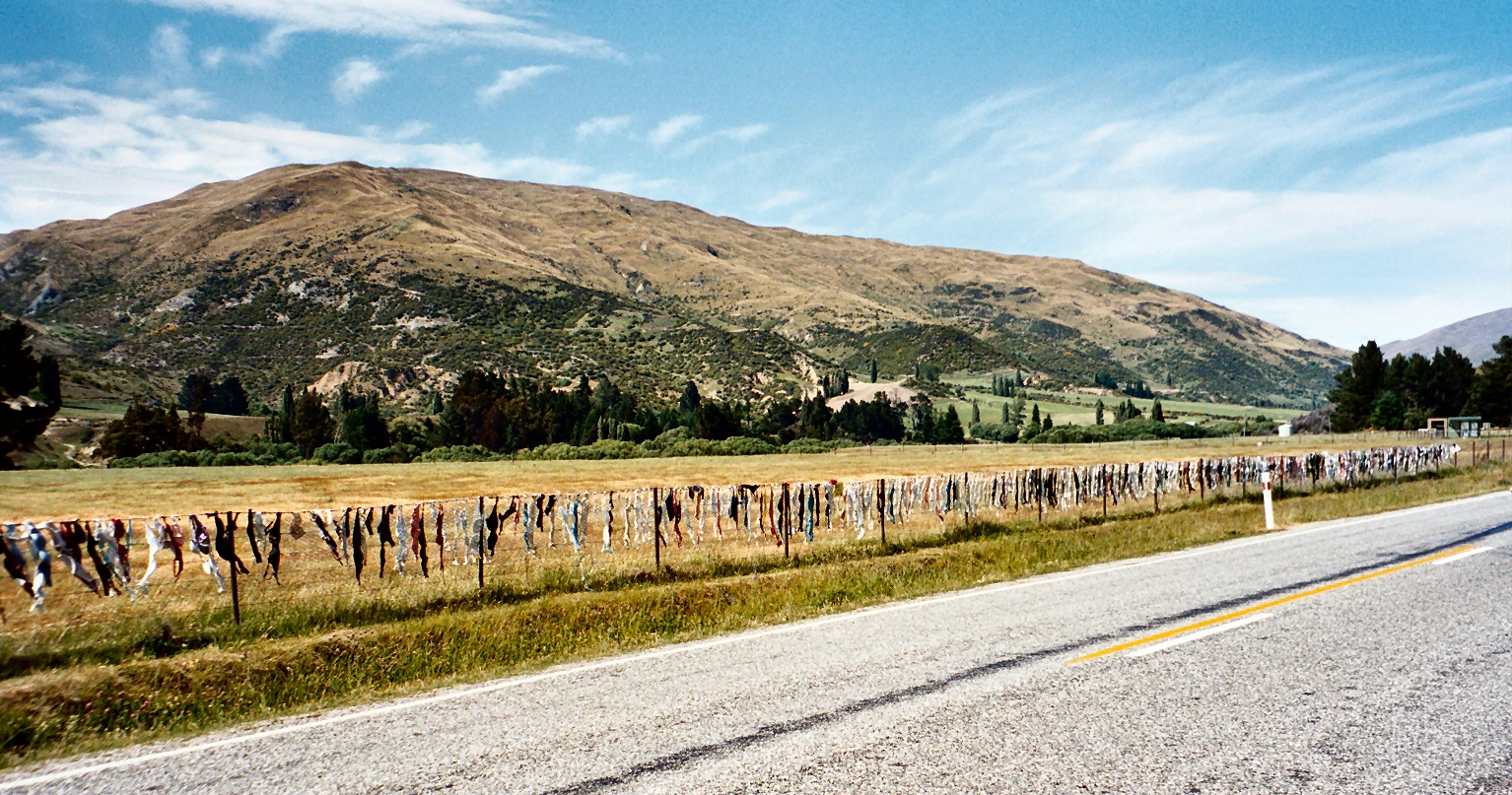
حصار سوتین در دسامبر ۲۰۰۲

حصار سوتین کاردرونا، جاذبه توریستی جنجالی در سنترال اوتاگو، زلاندنو بود. ایجاد این حصار با افزودن سینه‌بند زنانه توسط رهگذران بر روی حصاری روستایی آغاز شد تا سرانجام با صدها سینه‌بند به جاذبه توریستی مشهوری تبدیل شد.این حصار در مجاورت جاده عمومی بین مزارع کشاورزی کاردرونا در جنوب غربی واناکا واقع شده بود.

## تاریخچه
ایجاد حصار سینه‌بند به زمانی برمی‌گردد که در خلال کریسمس تا سال‌نو ۱۹۹۹ در چند نقطه و بر روی حصار کنار جاده چهار سینه‌بند زنانه آویزان شده بود. خوشفکری اولیه آویزان کردن سینه‌بندها بر روی حصار مشخص نیست. طبق اخبار بیان شده توسط زمینداران محلی سمت چپ حصار، سینه‌بندها شروع به ظاهر شدن کردند. تا پایان فوریه بیش از ۶۰ سینه‌بند وجود داشت که ناگهان توسط فرد ناشناسی برداشته شدند. پس از انتشار مطلب در رسانه‌های محلی زلاندنو و نقل داستانش، سینه‌بندهای بیشتری ظاهر شدند.

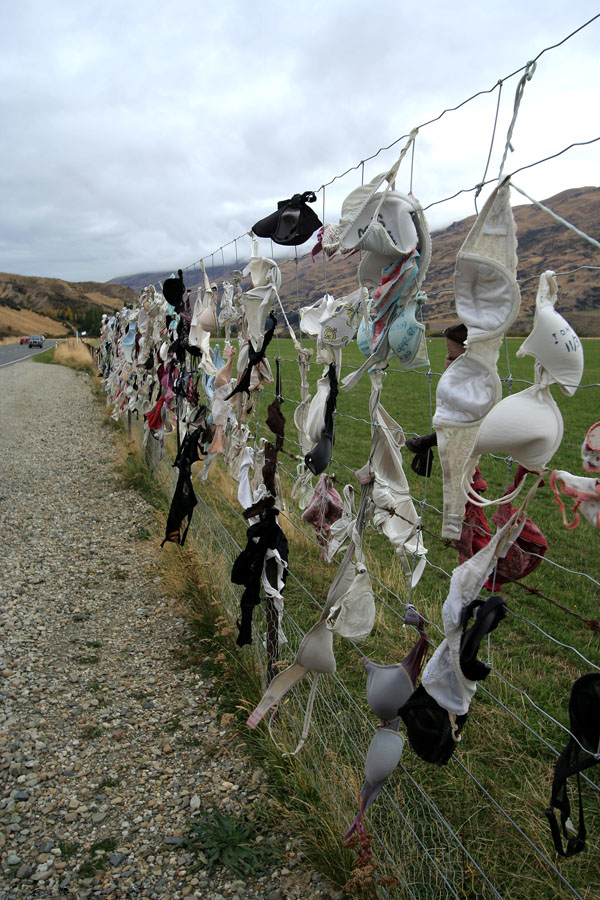
حصار تا پایان ماه مارس ۲۰۰۶

در اکتبر ۲۰۰۲ در حالی که تعداد سوتین‌ها به ۲۰۰ عدد رسیده بود، مجدداً حصار عاری از هرگونه سوتینی شد و اینبار داستانش بیش از بار اول گسترش یافت و اینبار حصار به جاذبه‌ای توریستی تبدیل شد که رسانه‌ها از سرتاسر اروپا به آن علاقه نشان دادند. با توجه به این علاقه، تعداد سوتین‌های ارسالی جهت آویزان شدن به حصار یا شخصاً اضافه شده به‌طور چشمگیری افزایش یافت. در اوایل سال ۲۰۰۶ تعداد سوتین‌های روی حصار به ۸۰۰ عدد رسید.
اگرچه برخی ساکنان محلی، این حصار را به عنوان جاذبه‌ای توریستی می‌دانستند اما برخی آن را به دید شرمساری و خطری برای رانندگان عبوری از جاده کنار حصار میدیدند. در نتیجه تلاشهای قانونی جهت حذف این حصار صورت گرفت. تلاش‌ها در اوایل سال ۲۰۰۶ با حذف بیش از ۲۰۰ بند سوتین از روی حصار افزایش یافت.
تعدادی از مردم محلی ادعا کردند که برخی سینه‌بندها توسط دانشجویان ژاپنی در حال تحصیل در نزدیکی واناکا یا دانشجویانی از آفریقای جنوبی و سایر فرهنگ‌های آسیایی از روی حصار برداشته شدند.
در ۲۸ آوریل سال ۲۰۰۶ توسط شورای محلی به بهانۀ خطر تصادف و چشم‌درد برای رانندگان عبوری از جاده دستور حذف حصار سینه‌بند صادر شد. برداشته شدن حصار، منجر به شکل گرفتن جشنواره بزرگترین زنجیره سوتین جهان در نزدیکی واناکا در سال بعد شد.